# Rhipidia triarmata
Rhipidia triarmata är en tvåvingeart som först beskrevs av Alexander 1930.  Rhipidia triarmata ingår i släktet Rhipidia och familjen småharkrankar. Inga underarter finns listade i Catalogue of Life.